# Haykel Guemamdia
Haykel Guemamdia (arab. هيكل قمامدية, ur. 22 grudnia 1981 w Kafsie) – piłkarz tunezyjski grający na pozycji napastnika.

## Kariera klubowa
Guemamdia jest wychowankiem klubu EGS Gafsa i w sezonie 1999/2000 grał w nim w drugiej lidze tunezyjskiej. Następnie w 2000 roku trafił do Club Sportif Sfaxien z miasta Safakis. W 2000 roku zadebiutował w jego barwach w lidze tunezyjskiej, ale w pierwszych dwóch sezonach nie miał pewnego miejsca w składzie, a klub w tym czasie dwukrotnie zajął 4. miejsce w lidze, a w 2003 roku, gdy Haykel był już podstawowym zawodnikiem, powtórzył to osiągnięcie. W sezonie 2003/2004 Sfaxien po raz czwarty z rzędu zakończyło rozgrywki na 4. pozycji, a Guemamdia był najlepszym strzelcem ligi z 10 golami. Zdobył też Puchar Tunezji oraz wygrał Arabską Ligę Mistrzów. W sezonie 2004/2005 poprawił ten dorobek i 12-krotnie trafiał do siatki rywali walnie przyczyniając się do wywalczenia przez klub mistrzostwa Tunezji.
Latem 2005 po Guemamdię zgłosił się francuski RC Strasbourg. W Ligue 1 Tunezyjczyk zadebiutował 14 sierpnia w przegranym 1:2 meczu z AS Monaco. Nie zdołał wywalczyć jednak miejsca w składzie i zawiódł kibiców nie zdołając zdobyć ani jednego gola, a na dodatek Racing zajmując przedostatnie miejsce spadł do Ligue 2. Latem 2006 Guemamdia wyjechał do Arabii Saudyjskiej i przez sezon grał w tamtejszym Al-Ahli Dżudda, a w 2007 roku podpisał kontrakt z rumuńskim Ceahlăul Piatra Neamț. Grał w nim przez sezon. W latach 2008–2012 występował w CS Sfaxien. W sezonie 2010/2011 był wypożyczony do libijskiego Al-Ahly Benghazi.
| Sezon   | Klub                  | Kraj             | Rozgrywki              | Mecze | Bramki |
| ------- | --------------------- | ---------------- | ---------------------- | ----- | ------ |
| 1999/00 | EGS Gafsa             | Tunezja          | CLP 2                  | ?     | ?      |
| 2000/01 | Club Sportif Sfaxien  | Tunezja          | Championnat de Tunisie | ?     | ?      |
| 2001/02 | Club Sportif Sfaxien  | Tunezja          | Championnat de Tunisie | 8     | 1      |
| 2002/03 | Club Sportif Sfaxien  | Tunezja          | Championnat de Tunisie | ?     | ?      |
| 2003/04 | Club Sportif Sfaxien  | Tunezja          | Championnat de Tunisie | 22    | 10     |
| 2004/05 | Club Sportif Sfaxien  | Tunezja          | Championnat de Tunisie | 26    | 12     |
| 2005/06 | RC Strasbourg         | Francja          | Ligue 1                | 13    | 0      |
| 2006/07 | Al-Ahli Dżudda        | Arabia Saudyjska | I liga                 | 15    | 8      |
| 2007/08 | Ceahlăul Piatra Neamț | Rumunia          | Liga I                 | 7     | 3      |
| 2008/09 | Club Sportif Sfaxien  | Tunezja          | Championnat de Tunisie | 8     | 4      |
| 2009/10 | Club Sportif Sfaxien  | Tunezja          | Championnat de Tunisie | 18    | 7      |
| 2010/11 | Al-Ahly Benghazi      | Libia            | I liga                 | 15    | 1      |
| 2011/12 | Club Sportif Sfaxien  | Tunezja          | Championnat de Tunisie | 12    | 4      |

## Kariera reprezentacyjna
W reprezentacji Tunezji Guemamdia zadebiutował 26 marca 2005 roku w wygranym 7:0 meczu z Malawi, rozegranym w ramach kwalifikacji do Mistrzostw Świata 2006. W tym samym roku wystąpił w Pucharze Konfederacji, ale zespół nie wyszedł z grupy.
W 2006 roku Haykel wystąpił w Pucharze Narodów Afryki 2006, na którym doszedł z Tunezją do ćwierćfinału. Początkowo nie znalazł się w kadrze powołanej przez Rogera Lemerre na mundial w Niemczech, ale ostatecznie zastąpił w niej kontuzjowanego Mehdiego Meriaha. Na tym turnieju wystąpił w jednym spotkaniu, przegranym 1:3 z Hiszpanią.